# Manuel Antonio Rojo del Rio

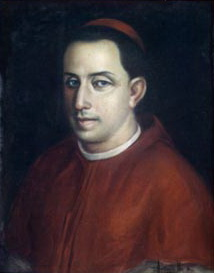
Manuel Antonio Rojo del Rio y Vieyra

Manuel Antonio Rojo del Rio y Vieyra (Tula, 24 september 1708 - Manilla, 30 januari 1764) was een rooms-katholieke geestelijke van Mexicaans-Spaanse afkomst. Rojo werd op 19 december 1757 benoemd als aartsbisschop van Manilla. Omdat de positie van gouverneur van de Filipijnen ten tijde van zijn aanstelling vacant was werd hij bij zijn aankomst en installatie op 22 juli 1759 in de Filipijnen automatisch ook de Spaanse gouverneur van de kolonie. In die hoedanigheid kreeg hij in 1762 te maken met de Engelse invasie van de Filipijnen. Na een korte strijd moest Rojo Manilla en Cavite gewonnen geven aan de Engelsen. De rest van de kolonie bleef echter in Spaanse handen onder leiding van interim-gouverneur Anda. Rojo behield zijn positie als de kerkelijk leider van het land en behield tevens de dagelijkse leiding.
Anda beschouwde de aartsbisschop als niet-loyaal aan de Spaanse troon en claimde dat hij als hoogste dienaar van de Spaanse koning, die niet in handen van de Engelsen was gevallen, de rechtmatige gouverneur was. Aartsbisschop Rojo en de Engelsen weigerden dit echter te erkennen. Deze situatie veranderde pas na de dood van Rojo op 30 januari 1764.